# آرین خان
آرین خان (انگلیسی: Aryan Khan؛ زادهٔ ۷ مارس ۱۹۸۰) آوازخوان و مدل اهل افغانستان است. وی از سال ۲۰۰۲ میلادی تاکنون مشغول فعالیت بوده‌است.
آرین خان در جلال‌آباد افغانستان و از والدینی با اصالت پشتون متولد شد. وقتی دبیرستانی بود و در خلال جنگ شوروی در افغانستان به همراه خانواده به پاکستان مهاجرت کرد. در پاکستان ورزش تکواندو آموخت. پس از آن به حرفه بازیگری و خوانندگی مشغول شد.